# Пасеки (Харьковская область)
Па́секи (укр. Пасіки), село,
Великогомольшанский сельский совет,
Змиёвский район,
Харьковская область.
Код КОАТУУ — 6321781505. Население по переписи 2001 года составляет 685 (313/372 м/ж) человек.

## Географическое положение
Село Пасеки примыкает к селу Беспаловка, находится в 2-х км от села Казачка,

в 2-х км села Клименовка, в 4-х км от села Великая Гомольша.
К селу примыкают большие лесные массивы (дуб), в том числе урочище Водяное.
Рядом с селом проходит железная дорога, большой сортировальный узел, ближайшая станция Беспаловка.

## История
- 1680 — дата основания.
- В 1869 году хутора (с севера на юг) назывались:

хутор Добрицка Пасека,
хутор Пасека,
хутор Средние Пасеки,
хутора Свинарные,
хутор Гайды.
- После ВОСР данные хутора были объединены в село Пасеки.

## Экономика
- Птице-товарная ферма.

## Объекты социальной сферы
- Школа І-ІІ ст.